# Polgár Gyula (labdarúgó)
Polgár Gyula, Pignitzky (Kistelek, 1910. február 8. – Sydney, 1992. június 18.) világbajnoki ezüstérmes labdarúgó, edző. Csatár, fedezet és jobbhátvéd poszton is játszott.

## Pályafutása

### Játékosként
1926 és 1929 között szülőhelyén játszott, a Kisteleki TE csapatában. 1930-ban került a fővárosba, először a Hungáriához, de bajnoki mérkőzésen nem mutatkozott be. 1931-ben a Budai 11 csapatához került és itt 64 bajnoki mérkőzésen szerepelt. Innen került be a válogatottba, majd 1933-ban a Ferencvároshoz igazolt. A Ferencvárossal 4 bajnoki címet nyert, 243 bajnoki mérkőzésen 30 gólt szerzett. 1945 és 1947 között az MTK labdarúgója volt és 81 mérkőzésen, 1 gólt szerzett. 1947-48-ban Olaszországban játszott és fejezte be az aktív labdarúgást.

### A válogatottban
1932 és 1942 között 26 alkalommal szerepelt a válogatottban és 2 gólt szerzett. Tagja volt az 1938-as franciaországi világbajnokságon ezüstérmet szerzett csapatnak. A válogatottban hét poszton is szerepelt. Játszott a hátvédsor mindhárom, a két szélsőfedezet, a középcsatár és a balösszekötő helyén is. Pályafutását csatárként kezdte, de 1933-ban, amikor az olaszok elleni Európa-kupa találkozón Korányi Lajos lábát törte, a védelemben kapott feladatot és kifogástalanul megoldotta.

### Edzőként
1948 és 1956 között Kiskunfélegyházán, Nagymányokon és a Pécsi Lokomotívnál volt edző. 1956-ban elhagyta az országot és Ausztráliában telepedett le. Az Apia Sydney csapatával háromszor nyert ausztrál bajnokságot. Ezenkivül dolgozott a Panhellenic és a St. George Budapest csapatánál is.

## Sikerei, díjai

### Játékosként
- Világbajnokság
  - ezüstérmes: 1938, Franciaország
- Magyar bajnokság:
  - bajnok: 1933-34, 1937-38, 1939-40, 1940-41
  - 2.: 1934-35, 1936-37, 1938-39, 1943-44
  - 3.: 1935-36, 1942-43
- Magyar kupa
  - győztes: 1935, 1942, 1943
- Közép-európai Kupa (KK)
  - győztes: 1937, 1939
  - 2.: 1935, 1938, 1942, 1943
- Az év labdarúgója: 1933-34
- Az FTC örökös bajnoka: 1974

### Edzőként
- Ausztrál bajnokság
  - 3-szoros bajnok az Apia Sydney csapatával

## Források

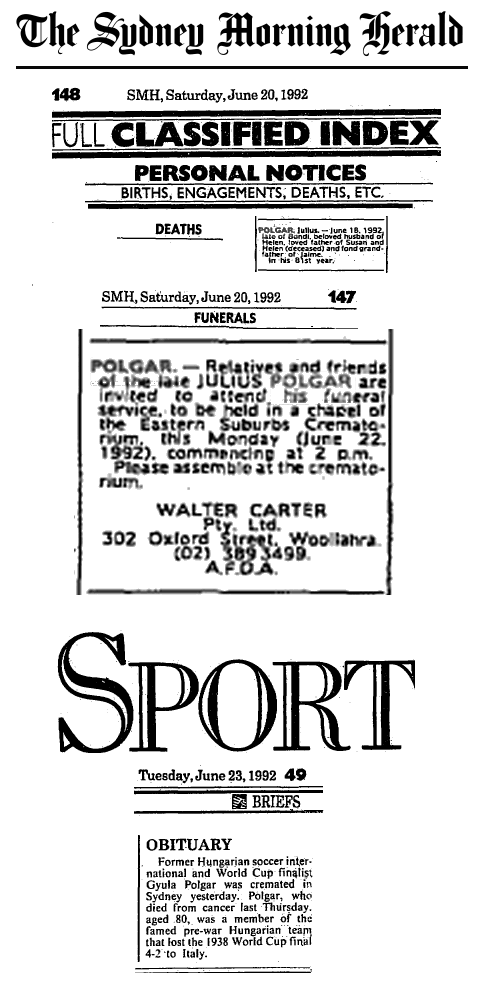
Dokumentáció: Polgár Gyula „Julius” elhunyta.

## Statisztika

### Mérkőzései a válogatottban
| Magyarország | Magyarország         | Magyarország                     | Magyarország  | Magyarország | Magyarország  | Magyarország | Magyarország | Magyarország   |
| #            | Dátum                | Helyszín                         | Hazai         | Eredmény     | Vendég        | Kiírás       | Gólok        | Esemény        |
| ------------ | -------------------- | -------------------------------- | ------------- | ------------ | ------------- | ------------ | ------------ | -------------- |
| 1.           | 1932. szeptember 18. | Budapest, Üllői úti pálya        | Magyarország  | 2 – 1        | Csehszlovákia | Európa-kupa  | -            |                |
| 2.           | 1933. szeptember 17. | Budapest, Hungária körúti pálya  | Magyarország  | 3 – 0        | Svájc         | Európa-kupa  | -            |                |
| 3.           | 1933. október 1.     | Bécs, Hohe Warte                 | Ausztria      | 2 – 2        | Magyarország  | barátságos   | 1            | 84'            |
| 4.           | 1933. október 22.    | Budapest, Üllői úti pálya        | Magyarország  | 0 – 1        | Olaszország   | Európa-kupa  | -            |                |
| 5.           | 1934. január 14.     | Frankfurt                        | Németország   | 3 – 1        | Magyarország  | barátságos   | 1            | 29' (11-esből) |
| 6.           | 1935. április 14.    | Zürich                           | Svájc         | 6 – 2        | Magyarország  | Európa-kupa  | -            |                |
| 7.           | 1935. szeptember 22. | Budapest, Hungária körúti pálya  | Magyarország  | 1 – 0        | Csehszlovákia | Európa-kupa  | -            |                |
| 8.           | 1935. október 6.     | Bécs                             | Ausztria      | 4 – 4        | Magyarország  | Európa-kupa  | -            |                |
| 9.           | 1936. május 31.      | Budapest, Hungária körúti pálya  | Magyarország  | 1 – 2        | Olaszország   | barátságos   | -            |                |
| 10.          | 1936. szeptember 27. | Budapest, Üllői úti pálya        | Magyarország  | 5 – 3        | Ausztria      | Európa-kupa  | -            |                |
| 11.          | 1936. október 4.     | Bukarest                         | Románia       | 1 – 2        | Magyarország  | barátságos   | -            |                |
| 12.          | 1936. október 18.    | Prága, Sparta-pálya              | Csehszlovákia | 5 – 2        | Magyarország  | Európa-kupa  | -            |                |
| 13.          | 1936. december 6.    | Dublin                           | Írország      | 2 – 3        | Magyarország  | barátságos   | -            |                |
| 14.          | 1937. április 25.    | Torino, Benito Mussolini Stadion | Olaszország   | 2 – 0        | Magyarország  | Európa-kupa  | -            |                |
| 15.          | 1938. június 19.     | Párizs, Olimpia stadion (FRA)    | Magyarország  | 2 – 4        | Olaszország   | vb-döntő     | -            |                |
| 16.          | 1938. december 7.    | Glasgow, Ibrox Park              | Skócia        | 3 – 1        | Magyarország  | barátságos   | -            |                |
| 17.          | 1939. november 12.   | Belgrád, BSK Stadion             | Jugoszlávia   | 0 – 2        | Magyarország  | barátságos   | -            |                |
| 18.          | 1940. május 2.       | Budapest, Üllői úti pálya        | Magyarország  | 1 – 0        | Horvátország  | barátságos   | -            |                |
| 19.          | 1940. május 19.      | Budapest, Üllői úti pálya        | Magyarország  | 2 – 0        | Románia       | barátságos   | -            |                |
| 20.          | 1940. szeptember 29. | Budapest, Üllői úti pálya        | Magyarország  | 0 – 0        | Jugoszlávia   | barátságos   | -            |                |
| 21.          | 1940. október 6.     | Budapest, Üllői úti pálya        | Magyarország  | 2 – 2        | Németország   | barátságos   | -            |                |
| 22.          | 1940. december 1.    | Genova, Luigi Ferraris Stadion   | Olaszország   | 1 – 1        | Magyarország  | barátságos   | -            |                |
| 23.          | 1940. december 8.    | Zágráb, Građanski-stadion        | Horvátország  | 1 – 1        | Magyarország  | barátságos   | -            |                |
| 24.          | 1941. március 23.    | Belgrád, BSK-pálya               | Jugoszlávia   | 1 – 1        | Magyarország  | barátságos   | -            |                |
| 25.          | 1941. április 6.     | Köln                             | Németország   | 7 – 0        | Magyarország  | barátságos   | -            |                |
| 26.          | 1942. november 1.    | Budapest, Üllői úti pálya        | Magyarország  | 3 – 0        | Svájc         | barátságos   | -            |                |
|              | Összesen             |                                  |               | 26           | mérkőzés      |              | 2            | gól            |